# دگرخواهی دوسویه در انسان
دگرخواهی دوسویه (نوع‌دوستی دوسویه) در انسان‌ها (به انگلیسی: Reciprocal altruism in humans)، به رفتار فردی اشاره دارد که مشروط به دریافت سود برگشتی سود می‌رساند، که از مفهوم اقتصادی - «سود در تجارت» استفاده می‌کند. دگرخواهی دوسویه انسانی شامل رفتارهای زیر می‌شود (اما محدود به آن نمی‌شود): کمک به بیماران، زخمی‌ها و دیگران در هنگام بحران. اشتراک‌گذاری غذا، پیاده‌سازی و دانش.